# Сидорова Софія Петрівна
Софія Петрівна Сидорова (26 липня (7 серпня) 1904, Якутськ, Російська імперія — 23 січня 1951, Якутськ, РРФСР) — радянський партійний і державний діяч, голова Президії Верховної Ради Якутської АРСР (1938—1947).

## Життєпис
Член ВКП(б) з 1930 р.
У 1928 р. закінчила Комуністичний університет трудящих Сходу, в 1938 р. — Вищі курси радянського будівництва при ЦВК СРСР.
- 1923—1924 рр. — інструктор жіночого відділу Якутського окружного комітету РКП(б),
- 1928—1929 рр. — завідувачка відділу по роботі серед жінок і селянок Якутського обласного комітету ВКП(б),
- 1929—1931 рр. — завідувачка культурно-пропагандистського відділу Булунського окружного комітету ВКП(б),
- 1931—1932 рр. — голова комісії з питань праці та побуту жінок при ЦВК Якутської АРСР,
- 1932—1934 рр. — секретар Якутської обласної Ради профспілок,
- 1934—1937 рр. — заступник завідувача організаційного відділу ЦВК Якутської АРСР,
- 1937—1938 рр. — заступник голови ЦВК Якутської АРСР,
- лютий-квітень 1938 р. — постійний представник Якутської АРСР при Президії ВЦВК,
- 1938—1947 рр. — голова Президії Верховної Ради Якутської АРСР.

З березня 1947 р. на пенсії.
Депутат Верховної Ради СРСР і Якутської АРСР 1-го та 2-го скликань.
Указом першого Президента РС (Я) від 8 серпня 2001 р. за № 1461 встановлено Почесний знак імені Софії Сидорової, яким нагороджуються жінки за активну громадську діяльність та особисту участь у соціально-економічному розвитку республіки.

## Нагороди та звання
Нагороджена орденом Трудового Червоного Прапора.